# أدوبي ديفايس سنترال
أدوبي ديفايس سنترال (بالإنجليزية: Adobe Device Central)‏ هو برنامج من إنتاج أنظمة أدوبي وهو جزء من حزمة الإبداع الثالثة CS3. غرضه الأساسي هو دمج أجزاء من حزمة الإبداع معاً ليقدم لمحترفي التصميم ومصممي الوب ومطوري الهواتف النقالة وسيلة سهلة لعرض واختيار محتويات الفيديو والصور والفلاش والوب على الأجهزة النقالة.
ديفايس سنترال مرفق كنسخة مستقلة Standalone مع فوتوشوب سي إس 3، إليستريتور سي إس 3، فلاش سي إس 3 للمحترفين، دريمويفر سي إس 3، أفتر إفكتس سي إس 3 وبريمير برو سي إس 3. ديفايس سنترال يقدم للمصممين والمطورين إمكانية اختبار بالمقارنة والتي تقدر كيف ستبدو الصفحات والرسوميات على مجموعة مختلفة من أجهزة الهواتف النقالة في وجود عوامل مختلفة مثل اختلاف دقة الشاشة وعمق الألوان وما إلى ذلك من خصائص الأداء.

## وصلات خارجية
- الموقع الرسمي